# Lyriocephalus scutatus
Genre
Espèce
Synonymes
- Lacerta scutata Linnaeus, 1758
- Iguana clamosa Laurenti, 1768
- Lyriocephalus margaritaceus Merrem, 1820
- Lyriocephalus macgregorii Gray, 1835

Statut de conservation UICN

 NT  : Quasi menacé
Lyriocephalus scutatus, unique représentant du genre Lyriocephalus, est une espèce de sauriens de la famille des Agamidae. C'est le plus grand des dragons d'Asie (agames) : Sa LMC ou « longueur du museau au cloaque » (longueur du corps d'un animal queue non comprise) peut atteindre 185 mm.

## Répartition
Cette espèce est endémique du Sri Lanka.

## Publications originales
- Linnaeus, 1758 : Systema naturae per regna tria naturae, secundum classes, ordines, genera, species, cum characteribus, differentiis, synonymis, locis, ed. 10 (texte intégral).
- Merrem, 1820 : Versuch eines Systems der Amphibien I (Tentamen Systematis Amphibiorum). J. C. Krieger, Marburg, p. 1-191 (texte intégral).